# تراك أند فيلد 2
تراك أند فيلد 2 (بالإنجليزية: Track & Field II)‏ ، وتسمى في النسخة اليابانية (كوناميك سبورتس إن سول (Konamik Sports in Seoul) ، هي لعبة فيديو إلكترونية من نوع الرياضة الجماعية والمشاركة الأولمبية ، نشرت في الأسواق اليابانية سنة 1988م ، ثم تلاها الخارج سنة 1989م.

## مصدر
1. ↑  "Track & Field II". GameFAQs. CBS Interactive Inc. مؤرشف من الأصل في 2017-08-10. اطلع عليه بتاريخ 2014-11-08.